# Ruhrsandstein

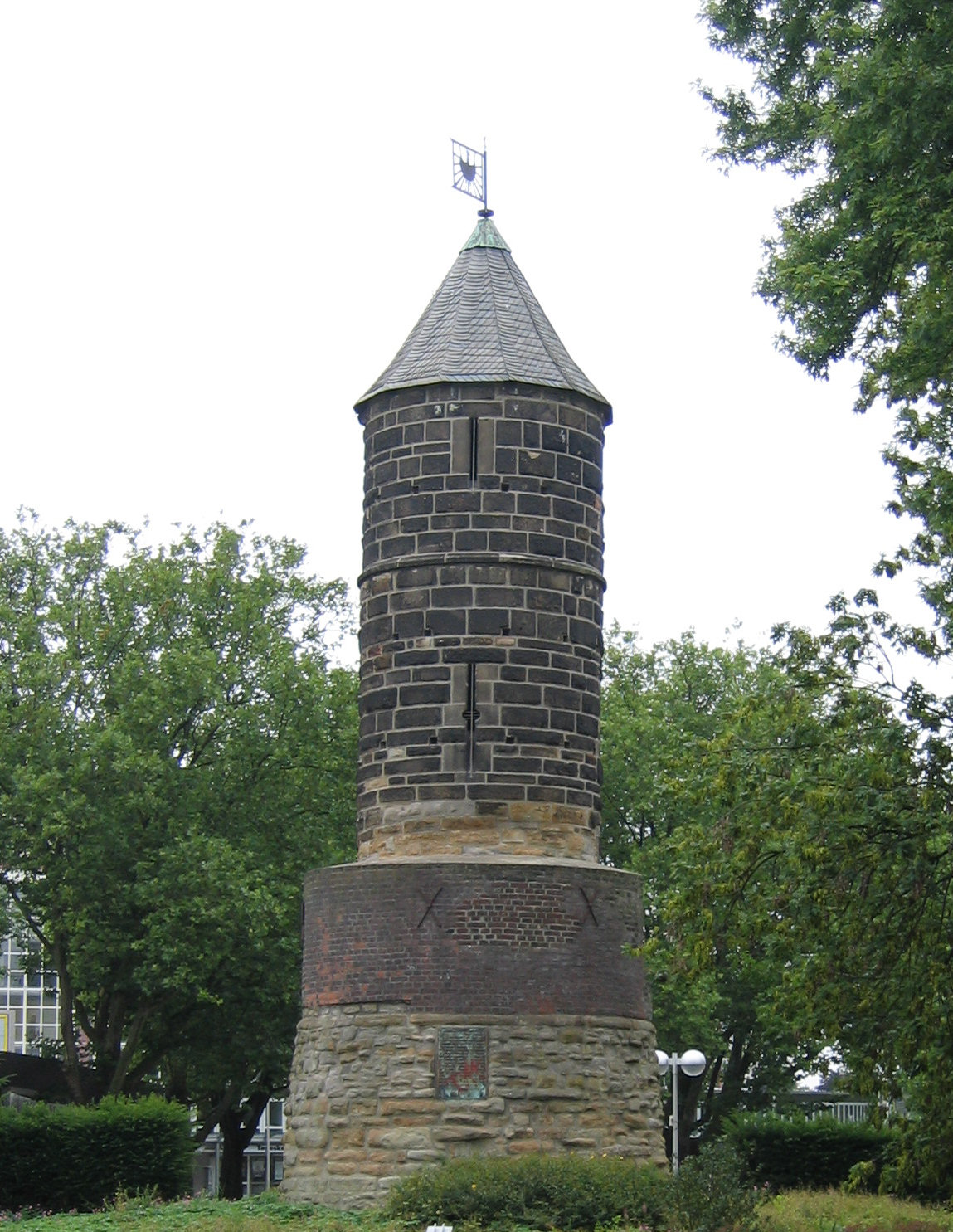
Der Steinerne Turm in Dortmund ist aus Ruhrsandstein gebaut.

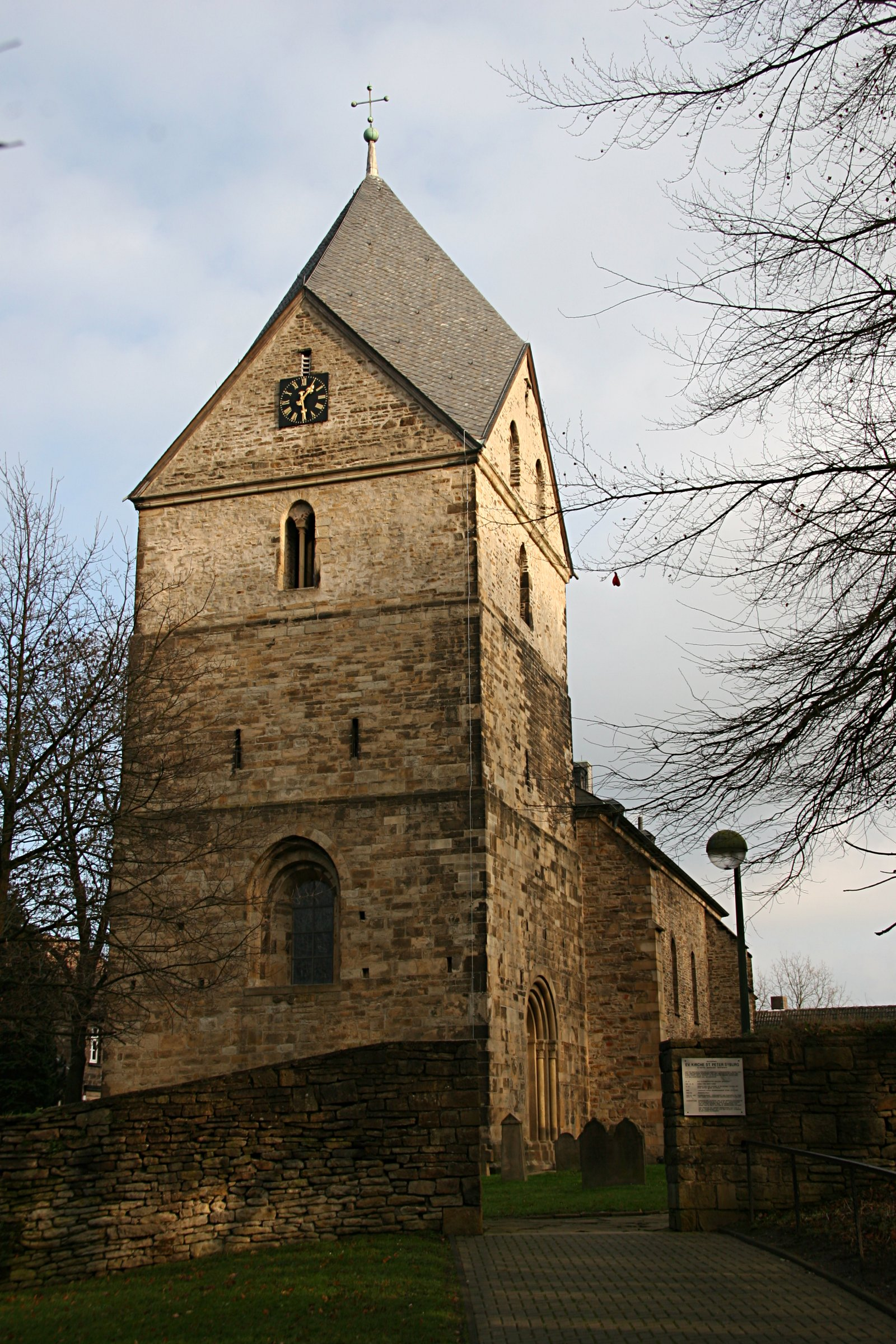
Die Kirche St. Peter zu Syburg besteht aus Ruhrsandstein.

Als Ruhrsandstein wird ein entlang der Ruhr in Nordrhein-Westfalen, Deutschland vorkommender Sandstein bezeichnet, der als Baumaterial vielfältige Verwendung findet.

## Entstehung
Der Ruhrsandstein entstand aus Fluss-Sedimenten vor etwa 320 Millionen Jahren im so genannten Namur C, einem Zeitabschnitt des Oberkarbon. Bei den Bewegungen der Erdkruste wurden die Schichten des Karbon gefaltet und verdichtet (Variskische Faltung). Aus diesen Bewegungen heraus entstanden Klüfte im Gestein (Risse quer zur Streichrichtung der Bänke).

## Eigenschaften
Der Ruhrsandstein zeichnet sich – im Gegensatz zu den meisten anderen in Mitteleuropa gewonnenen Sandsteinen – durch geringe Wasseraufnahme, sehr hohe Druckfestigkeit, Abriebfestigkeit und Verwitterungsbeständigkeit aus. Er ist intensiv kieselig zementiert und durch Kornbindung gefestigt. In Deutschland gilt der Ruhrsandstein als einer der resistentesten Sandsteine überhaupt.
Er hat sowohl graue als auch gelbliche, rötliche und bräunliche Farbtöne. Die Eintönungen entstehen insbesondere durch Oxidationsprozesse (Eisenhydroxid, Limonit). Die glänzenden Partikel im Ruhrsandstein stammen zumeist vom Muskovit-Glimmer. Einige Schichten enthalten auch Knollen aus Eisenerz. Gelegentlich findet man im Ruhrsandstein Versteinerungen von Pflanzen (Schuppenbäume, Farne und so weiter) als Treibgut. Auf Schichtflächen können kohlige Flitter auftreten; in einigen Sandsteinbänken sind Steinkohle-Flöze zwischengelagert.

Steinoberflächen vom Ruhrsandstein
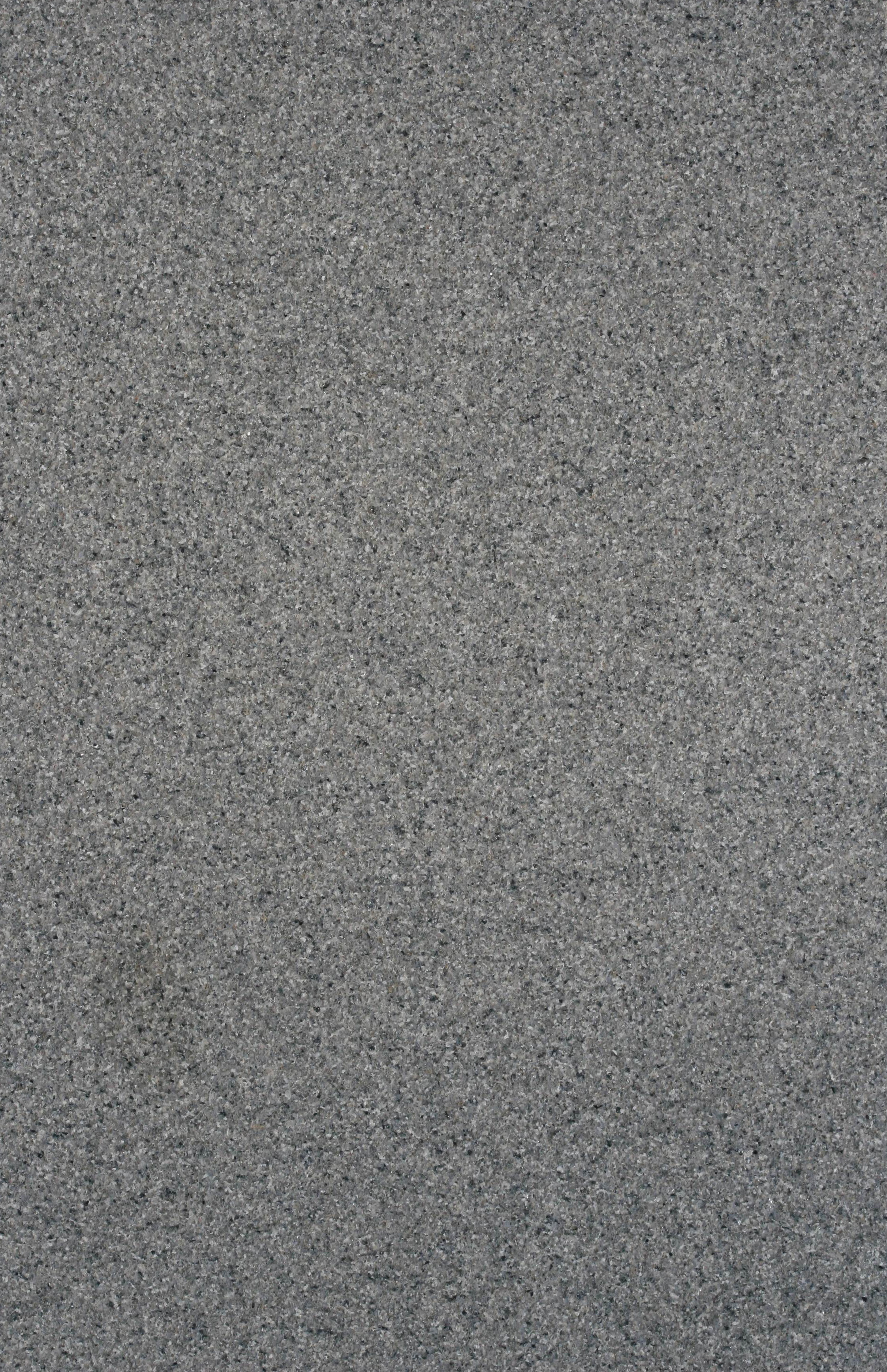
poliert
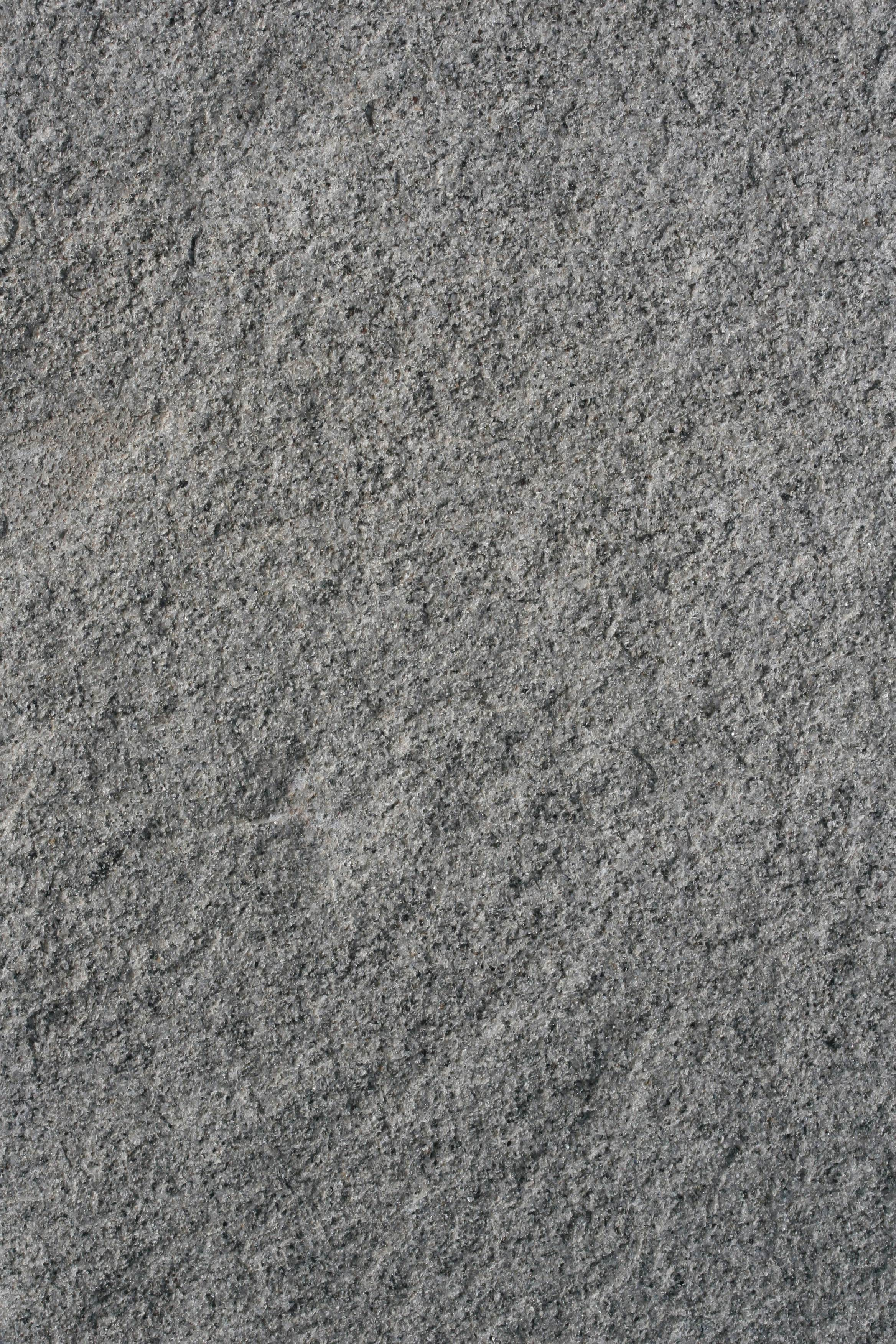
beflammt
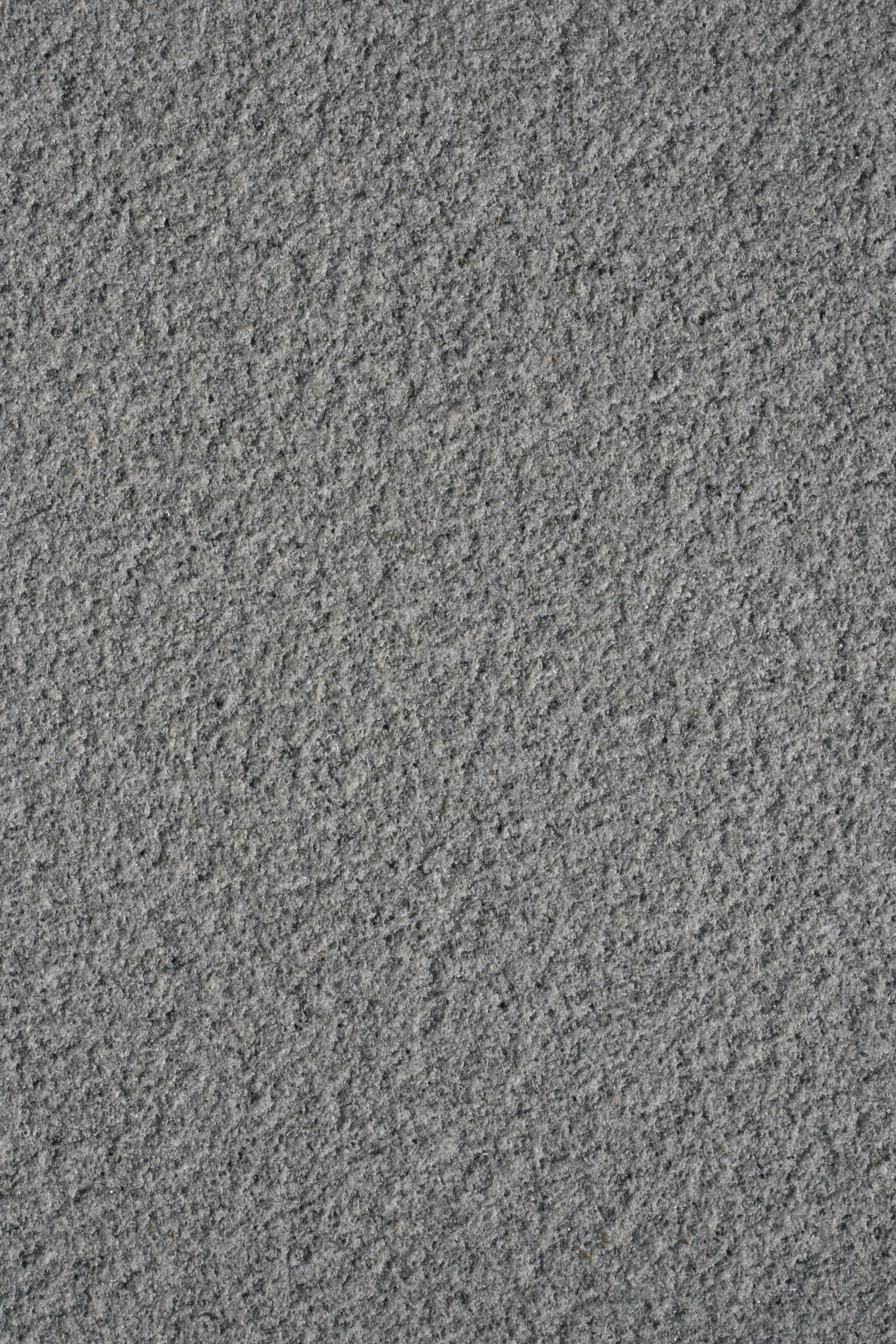
sandgestrahlt
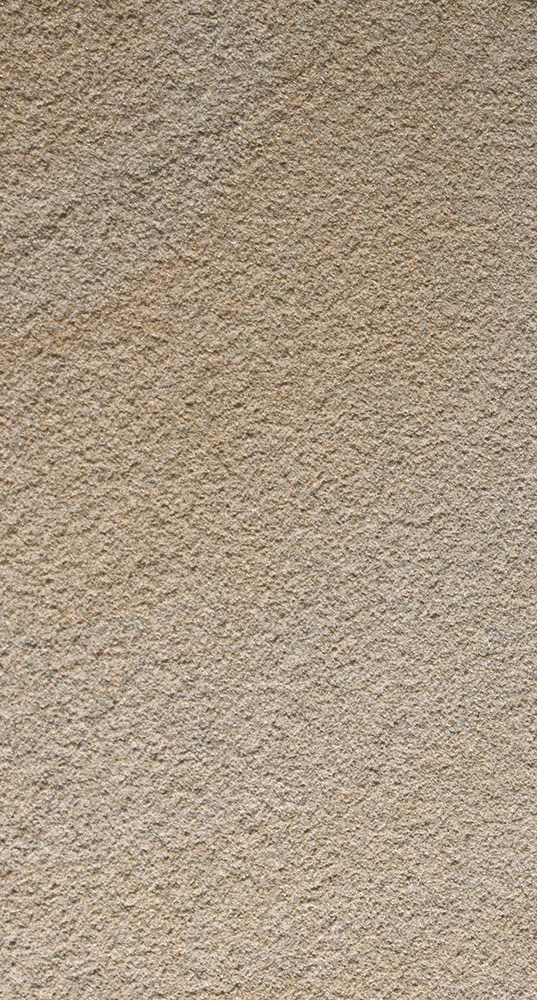
Herdecker Ruhrsandstein gesandstrahlt

## Verwendung

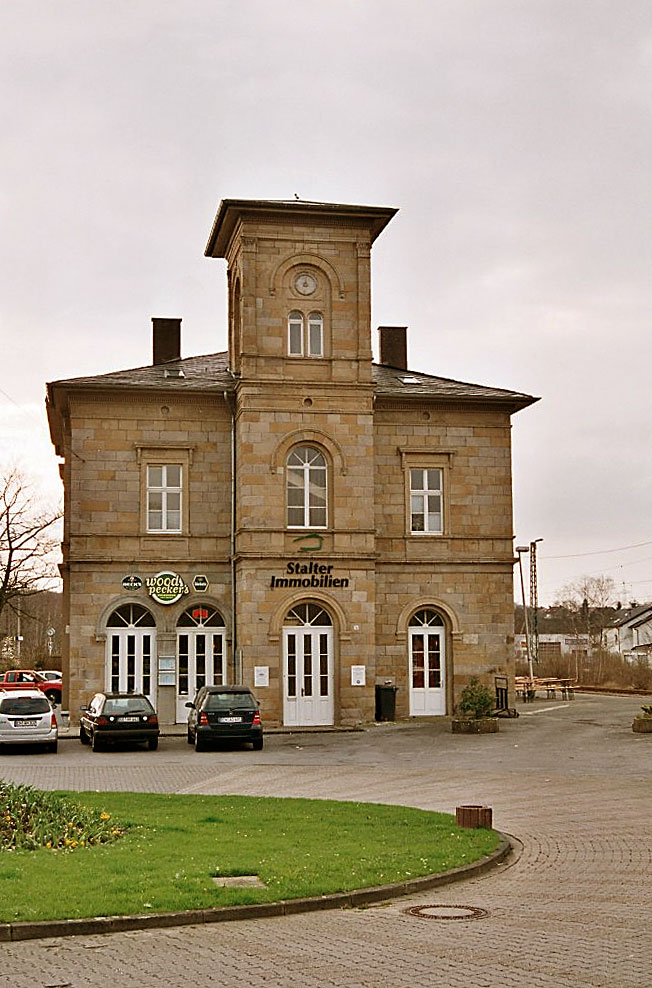
Empfangsgebäude des Bahnhofs Hattingen (Ruhr) aus Ruhrsandstein

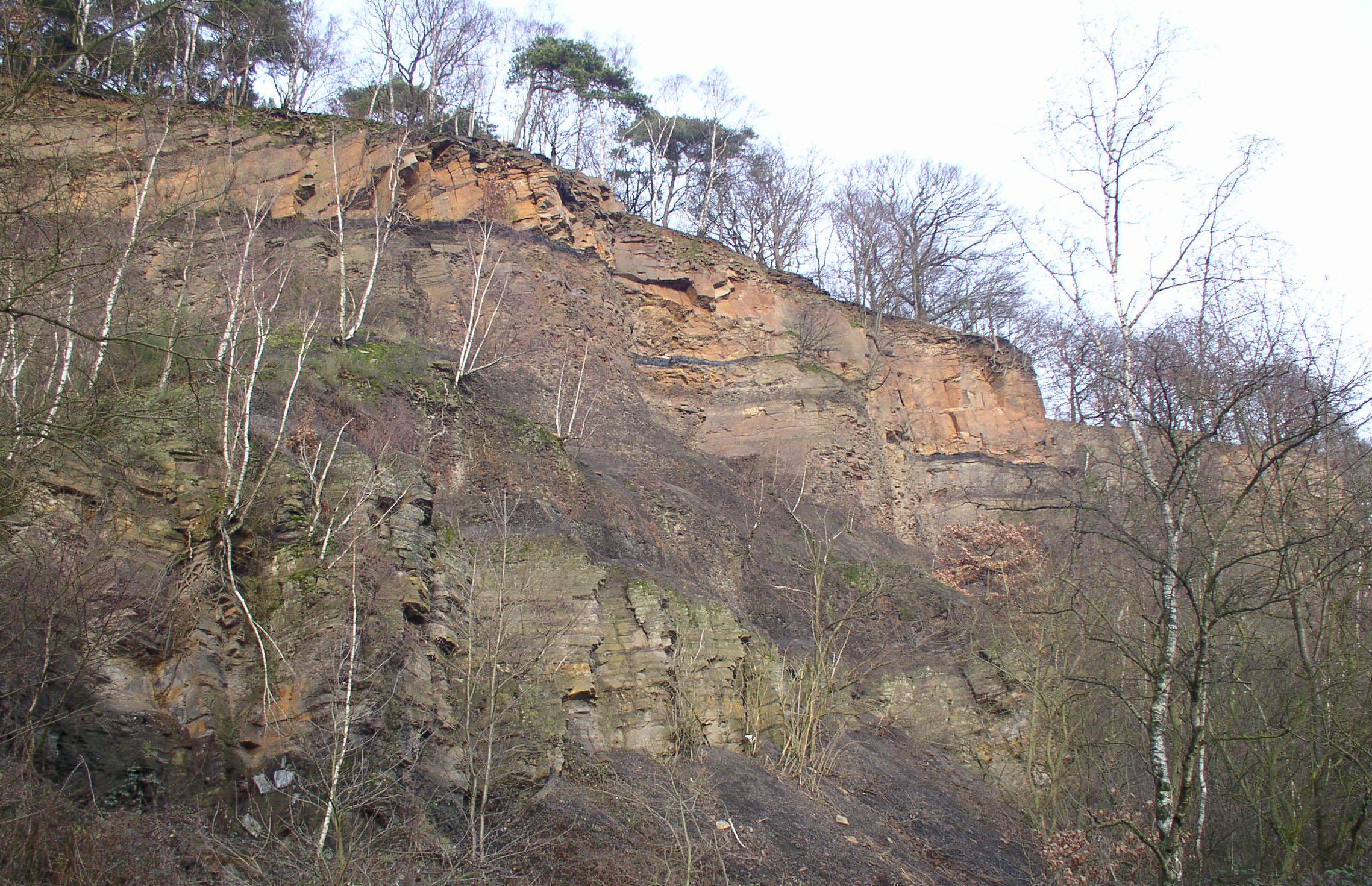
Kohleflöz im Ruhrsandstein an der Zeche Nachtigall

Ruhrsandstein wurde historisch für viele sakrale und profane Bauwerke insbesondere im Ruhrgebiet und im bergisch-märkischen Bereich verwendet. Er wird für Mauerwerk, Treppenstufen, Bodenbelag, Fenster- und Türumrahmungen und Wandbekleidungen verwendet. Im Innenausbau findet Ruhrsandstein darüber hinaus Verwendung für Küchenarbeitsplatten und Waschtische, Kamine und Kaminabdeckungen. Er zählt zu den verschleißfestesten Sandsteinen in Deutschland und ist einer der wenigen Sandsteine, die poliert (Fachleute sprechen hierbei von teilpoliert) werden können.

## Vorkommen
Oberflächennahe Gesteinsvorkommen des Ruhrsandsteins befinden sich grundsätzlich nördlich der Ruhr im Ardeygebirge bei Dortmund sowie westlich davon auf beiden Seiten des Ruhrtals bis nach Mülheim. Geologen bezeichnen im engeren Sinne nur den Sandstein der „(Unteren und Oberen) Sprockhöveler Schichten“ als Ruhrsandstein.

### Steinbrüche
In den vergangenen Jahrhunderten gab es hunderte von größeren und kleineren Ruhrsandsteinbrüchen in der Region. Die Bauern betrieben ihre eigenen kleinen Brüche im Wald („Steinkuhlen“). Anders war es bei den großen Steinbruchunternehmern, die auch als Bauunternehmer auftraten.
Mittlerweile wird Ruhrsandstein nur noch in vier Steinbrüchen abgebaut (von Ost nach West):
- Betrieb Oberste, Buchholz[1]
- Betrieb Grandi, Herdecke
- Betrieb Steinbruch und Sägebetrieb Lange (ehemals Betrieb Bossert), Sprockhövel[2]
- Betrieb Rauen, Mülheim-Broich

### Stillgelegte Steinbrüche (Auswahl)

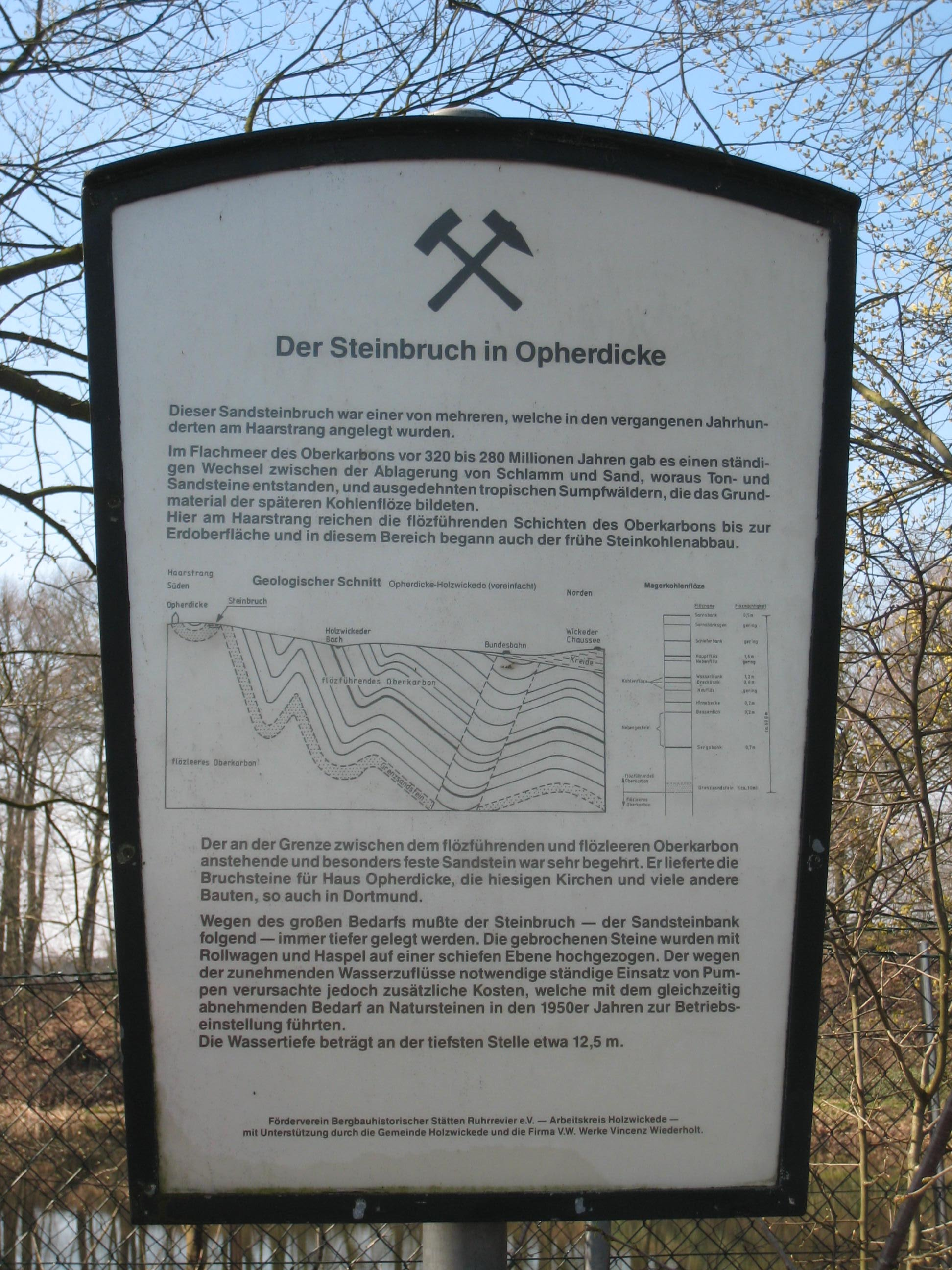
Informationstafel zum Steinbruch Opherdicke

| Betrieb        | Bezeichnung        | Ort/Lage             |
| -------------- | ------------------ | -------------------- |
| Opherdicke     | Opherdicke         | Holzwickede          |
| Ebberg         | Ebberg             | Schwerte             |
| Imberg         | Universitätsstraße | Bochum               |
| Imberg         | Syburg             | Dortmund             |
|                | Nacken             | Herdecke             |
| Bosselmann     | Sirrenberg         | Sprockhövel          |
| Nippus         | Sirrenberg         | Sprockhövel          |
| Vogel          | Sirrenberg         | Sprockhövel          |
| Kopperschläger | Hammertal          | Witten               |
| Wigmann        | Hammertal          | Witten               |
| Blankenagel    | Hammertal          | Witten               |
| Rauen          | Kohlensiepen       | Witten-Gedern        |
| Bandmann       |                    | Witten-Vormholz      |
| Külpmann       | Albringhausen      | Wetter-Albringhausen |
| Külpmann       | Altenhain          | Wetter-Albringhausen |
| Külpmann       | Altenhain          | Wetter-Albringhausen |
| Külpmann       | Hödey              | Wetter-Voßhöfen      |
| Külpmann       | Am Ostholz         | Wetter-Volmarstein   |